# Allouis
Allouis település Franciaországban, Cher megyében. Lakosainak száma 1052 fő (2022. január 1.). Allouis Allogny, Berry-Bouy, Foëcy, Mehun-sur-Yèvre, Saint-Éloy-de-Gy, Saint-Laurent és Vignoux-sur-Barangeon községekkel határos.

## Népesség
A település népessége az elmúlt években az alábbi módon változott:
| Lakosok száma | 551  | 639  | 706  | 888  | 985  | 1050 | 1071 | 1068 | 1074 | 1052 |
|               | 1968 | 1982 | 1990 | 2006 | 2013 | 2015 | 2017 | 2019 | 2020 | 2022 |